# 三沢郷
三沢 郷（みさわ ごう、本名：手島洋一、1928年2月26日 - 2007年11月20日）は、日本の作曲家。福岡県福岡市出身。

## 生涯
旧制福岡中学（現：福岡県立福岡高等学校）を経て、1952年東京大学文学部哲学科美学専攻を卒業後、コーラス・グループ『フォー・コインズ』に参加。グループ解散後は作曲家に転向し、主にテレビドラマ、アニメーションの主題歌や劇伴音楽の作品を手掛けた。
1976年からはアメリカ合衆国に移住し、同地でも音楽活動を続けた。『エースをねらえ!』のCDブックレットには、滞在先のハワイからコメントを寄せている。
2007年11月20日（現地時間未明、日本時間同日夜）、カリフォルニア州パームスプリングス郊外の病院で死去。79歳没（享年80）。

## 作曲した作品
- 私もあなたと泣いていい?（兼田みえ子、1969年）（2011年に由紀さおり & Pink Martiniがカバー）
- 黄色の世界（Yellow World）（Jガールズ）
- 『サインはV』（1969年）
  - OP：サインはV
  - ED：この道の果てに
  - 挿入歌：しあわせは　何処かにいるよ
  - BGM
- 『ケンちゃんトコちゃん』（1970年）
  - OP：ケンちゃんトコちゃんGO！GO！GO！
- 『アテンションプリーズ』（1970年）
  - OP：アテンションプリーズ
  - 副主題歌：恋かしら　なぜかしら
  - 挿入歌：俺は飛ぶ
  - BGM
- 『正義を愛する者 月光仮面』（1972年）
  - OP：月光仮面
  - ED：月光仮面の歌
  - BGM
- 『デビルマン』（1972年）
  - OP：デビルマンの歌
  - BGM
- 『赤い靴（テレビドラマ）』（1972年）
  - OP：赤い靴
  - ED：待つのはつらい
- 『ファイヤーマン』（1973年）
  - 挿入歌：はるかな青い地底に
- 『ジャングル黒べえ』（1973年）
  - OP：ジャングル黒べえの歌
  - ED：ウラウラ タムタム ベッカンコ
  - BGM
- 『流星人間ゾーン』（1973年）[1]
  - OP：流星人間ゾーン
  - 挿入歌：流星ビクトリー
  - 挿入歌：ゾーン・ファイト・マーチ
  - BGM
- 『ミクロイドS』（1973年）
  - OP：ミクロイドS
  - ED：ヤンマだアゲハだマメゾウだ
  - BGM
- 『エースをねらえ!』（1973年）
  - OP：エースをねらえ!
  - ED：白いテニスコートで
  - BGM
- 『サインはV』（1973年）
  - OP：サインはV
  - ED：美しき仲間たち
  - BGM

東芝ダンス教材シリーズ
- 英雄タヒチ・トテポ - 子門真人、大杉久美子
- ピンキーマウス・マーチ - 大杉久美子、杉並児童合唱団